# Eat Sleep Play
Az Eat Sleep Play amerikai videójáték-fejlesztő cég, melyet Scott Campbell, Gene D. Martin és David Jaffe, a Twisted Metal sorozat és a God of War rendezője alapított. Az Eat Sleep Play három videójátékra szóló exkluzivitási szerződést kötött a Sonyval, első eredeti játékuknak 2010-ben kellett volna megjelennie. Az első Eat Sleep Play által fejlesztett játék, a Twisted Metal: Head On PlayStation 2 változata nem tartozik bele az exkluzivitási szerződésbe.
A SCE Santa Monica Studio God of Warján való munkája után Jaffe kifejtette, hogy kisebb léptékű, személyesebb játékokra akar összpontosítani. Scott Campbell-lel közösen rendezték a PlayStation Networkön megjelent Calling All Cars! című videójátékot, melyet az Incognito Entertainment fejlesztett.
A vállalat székhelye Salt Lake Cityben található, alkalmazottainak jelentős hányada a SingleTrac korábbi tagjaiból áll, akik az első két Twisted Metal játékon is dolgoztak.
A 2010-es E3 rendezvényen David Jaffe bejelentett egy új Twisted Metal játékot. A játék elkészülte után Jaffe és vele együtt nyolc munkatársa kilépett a cégből. A megmaradt alkalmazottak a költségkímélőbb mobiltelefonos játékok fejlesztésébe kezdtek.

## Játékaik
| Cím                                           | Platform(ok)  | Megjelenés         |
| --------------------------------------------- | ------------- | ------------------ |
| Calling All Cars!                             | PlayStation 3 | 2007. május 10.    |
| Twisted Metal: Head On: Extra Twisted Edition | PlayStation 2 | 2008. február 5.   |
| Twisted Metal                                 | PlayStation 3 | 2012. február 14.  |
| Running With Friends / Stampede Run           | iOS, Android  | 2013. május 8.     |
| Looney Tunes Dash!                            | iOS, Android  | 2014. december 17. |